# دانیل بیشلمان
دانیل بیشلمان (انگلیسی: Daniel Bichlmann؛ زادهٔ ۱۸ اوت ۱۹۸۸) دوچرخه‌سوار اهل آلمان است.